# Acanthocladium
Acanthocladium is een geslacht uit de composietenfamilie (Asteraceae). Het geslacht telt een soort die voorkomt in Zuid-Australië, in de omgeving van de plaats Laura.

## Soorten
- Acanthocladium dockeri F.Muell.